# 紅理子
紅 理子（くれない りこ、1946年4月30日 - ）は、日本の女優。本名、広瀬 千鶴子。
オフィステン所属。フリーポートプロ、放映新社などに所属していた。特技は日舞。

## 出演作品

### テレビドラマ
- 鉄道公安36号 第90話「黒の紳士録」（1965年、NET）
- 悪魔のようなすてきな奴 第15話（1965年、NET）
- アスファルトジャングル（1965年、NET）
- にっぽん道中記 第19話（1966年、KTV）
- 特別機動捜査隊（NET）
  - 第249話「乾いた海」（1966年）
  - 第273話「可愛い魔女」（1967年）
  - 第311話「沈黙の人」（1967年） - みどり
  - 第399話「緋牡丹の女」（1969年） - 順子
  - 第456話「ハイビスカスの女」（1970年） - 陽子
  - 第473話「盛り場刑事 」（1970年） -あけみ
  - 第675話「疑惑の夜」（1974年） - 歌子
  - 第721話「続 刑事はつらいよ」（1975年） - かすみ
  - 第726話「兄とその妹」（1975年） - 幸恵
  - 第753話「愛と死・その罪」（1976年） - 石沢ミキ
  - 第783話「妻の日記帳」（1976年） - 乃里子
- 渥美清の泣いてたまるか 第14話「帰れ！わが胸に」（1966年、TBS）
- 快獣ブースカ 第19話「ブースカにまかせて」（1967年、NTV） - 甲賀家家政婦・お松
- 太陽野郎 第19話「悲しみに胸を張れ」（1968年、NTV）
- 七人の刑事 第2シーズン 第345話「遠いうぶ声」（1968年、TBS）
- 東京コンバット 第13話「人間標的」（1968年、CX）
- オレとシャム猫 第12話「あなたは喪服 あたしは棺桶」（1969年、TBS）
- 青空にとび出せ! 第20話「ピンキーとちびっ子紳士」（1969年、TBS）
- 女殺し屋 花笠お竜 第11話「女のがまん鬼より怖い」（1969年、12ch）
- 五番目の刑事 第22話「おかしなおかしな逃亡者」（1970年、NET）
- プレイガール 第55話「謎の尼寺博徒」（1970年、12ch）
- 金メダルへのターン!（1970年、CX）
- 鬼平犯科帳 第53話「おせん」（1970年、NET / 東宝） - おしの
- 美しきチャレンジャー（1971年、TBS） - 上田亜子
- 美人はいかが?（1971年、TBS）
- マドモアゼル通り 第12話「デザイナーへの別れ道」・第13話「喝采のあとに」（1973年、YTV）
- 火曜日の女シリーズ 男と女と（1973年、NTV / 国際放映）
- 走れ!ケー100 第40話「教頭先生は大助かり（大山の巻）」（1974年、TBS）
- アイフル大作戦 第44話「新婚ホヤホヤ団体旅行」（1974年、TBS）
- 白い牙 第7話「父子仁義・有光洋介」（1974年、NTV）
- ボクは恋人（1974年、CX）
- 水もれ甲介（NTV）
  - 第4話「恋人なんて許せない!」（1974年） - 飲み屋の女
  - 第24話「胃ガンと結婚」（1975年） - 飲み屋のおかみ
- 夜明けの刑事 第30話「ナンセンスクイズ殺人事件」（1975年、TBS）
- Gメン'75 （TBS）
  - 第25話「助教授と女子大生殺人事件」（1975年）
  - 第49話「土曜日21時のトリック」（1976年）
- 俺たちの旅 第14話「馬鹿がひとりで死んだのです」（1976年、NTV）
- ジグザグブルース 第8話「浮気の証明」（1977年、ANB）
- 俺はあばれはっちゃく 第52話「恐怖の劇画だマルヒ作戦」（1980年、ANB）
- 花よめは16歳 第26話「この空の下愛一杯花一杯」（1980年、ANB）
- 江戸の朝焼け 第3話「流転の再会」（1980年、CX）
- 大戦隊ゴーグルファイブ　第24話「見えない敵を倒せ」（1982年、ANB）
- 火曜サスペンス劇場（NTV）
  - 校内暴力殺人事件（1982年）
  - ロープ殺人事件（1985年）
- 特捜最前線（ANB）
  - 第330話「佐世保の女!」（1983年）
  - 第363話「獄中からのラブレター!」（1984年）
- 太陽にほえろ!（NTV）
  - 第581話「逃げない男」（1983年）
  - 第641話「二度死んだ女」（1985年）
  - 第682話「揺れる生命」（1986年）
  - 第702話「教室」（1986年） - 居酒屋の女将
- ザ・ハングマン4 第7話「大学マフィアが女子大生をポルノさせる!」（1984年、ABC）
- 私鉄沿線97分署 第19話「パフォーマンスだ! 手を上げろ!!」（1985年、ANB）
- 土曜ワイド劇場 アスレチッククラブ華麗な女の斗い（1986年、ANB）
- どうぶつ通り夢ランド 第18話「野良猫キティはシンデレラ？」（1987年、ANB）

### 映画
- 今年の恋[3]（1962年）
- 拝啓天皇陛下様（1963年）
- 「女の小箱」より 夫が見た（1964年）
- にっぽんぱらだいす（1964年）
- 金瓶梅（1968年） - 春海
- 街は虹いろ子ども色[3]（1987年）
- ゼイラム（1991年） - モモンガのママ

### 舞台
- 赤い靴[3]
- 化粧[3]